# Danh sách quốc gia xã hội chủ nghĩa

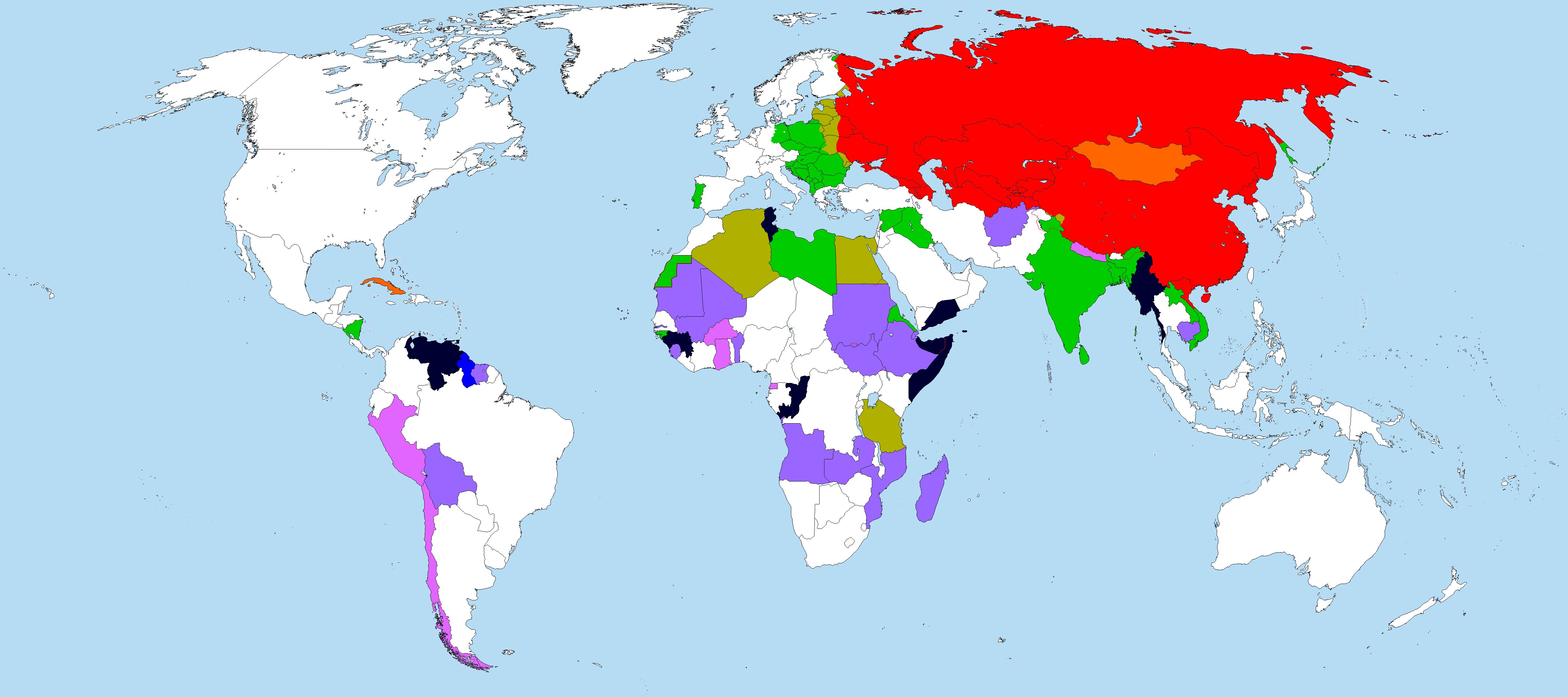
Đây là danh sách nước tự tuyên bố là nước xã hội chủ nghĩa dưới bất kỳ định nghĩa nào, số năm được mã màu khác nhau:
Trên 70 năm
60 - 70 năm
50 - 60 năm
40 - 50 năm
30 - 40 năm
20 - 30 năm
Dưới 20 năm
Nhấn vào hình để phóng to.

Dưới đây là danh sách các nhà nước, chính quyền, quốc gia, trong quá khứ và hiện tại, tự tuyên bố trong tên gọi hoặc Hiến pháp là nước Hệ thống xã hội chủ nghĩa và Xã hội chủ nghĩa. Không có tiêu chuẩn nào được đưa ra, vì thế, một vài hoặc tất cả các quốc gia này có thể không hợp với định nghĩa cụ thể nào về chủ nghĩa xã hội. Điểm chung của những nước này là sử dụng tên "xã hội chủ nghĩa" dưới bất kỳ ý nghĩa nào. Có ít định nghĩa về chủ nghĩa xã hội có thể phù hợp với tất cả các nước trong danh sách này. Tuy nhiên hầu hết các định nghĩa về Xã hội chủ nghĩa phù hợp với ít nhất một vài nước ở vào một vài thời điểm trong lịch sử.
Có nhiều nước đã từng được điều hành bởi đảng Xã hội chủ nghĩa trong một thời gian dài mà không tiếp nhận chủ nghĩa xã hội như là hệ tư tưởng chính thức trong tên gọi hay hiến pháp. Những nước như vậy không được liệt kê ở đây. Ngược lại, có một số nước vẫn duy trì chủ nghĩa xã hội trong hiến pháp nhưng không được điều hành bởi một đảng xã hội chủ nghĩa. Những nước này cũng bao gồm trong danh sách.
Trong quá khứ đã từng có gần 100 quốc gia (tính cả các nước cộng hòa thuộc Liên Xô cũ) tự nhận là theo xã hội chủ nghĩa. Nhưng ngày nay hầu hết các đảng cộng sản trong các quốc gia này đều không còn hoạt động hoặc không được phép cầm quyền hay tham gia tranh cử, mặc dù nhiều đảng vẫn tồn tại và một số khác hoạt động tích cực. Hiện nay, chỉ còn 4 quốc gia là: Trung Quốc (ngoại trừ Hồng Kông và Ma Cao), Việt Nam, Cuba và Lào  được chính thức công nhận là nhà nước xã hội chủ nghĩa do đảng cộng sản lãnh đạo theo chủ nghĩa Marx–Engels–Lenin. Tại Trung Quốc, bên cạnh tư tưởng Marx – Engels – Lenin còn có thêm tư tưởng Mao Trạch Đông và tư tưởng Tập Cận Bình, tại Việt Nam có thêm tư tưởng Hồ Chí Minh, tại Cuba có Đường lối chính trị của Fidel Castro còn với trường hợp của Bắc Triều Tiên, mặc dù xuất phát điểm là một nhà nước cộng sản thuần túy nhưng các mối liên hệ với chủ nghĩa cộng sản đã bị Quốc hội Bắc Triều Tiên chính thức loại bỏ khỏi Hiến pháp năm 2010, thay vào đó là thuyết Chủ thể do cố lãnh tụ Kim Nhật Thành tự sáng tạo, vậy nên quốc gia này dù cho là một nhà nước xã hội chủ nghĩa nhưng Đảng Lao động Triều Tiên - chính đảng duy nhất được phép cầm quyền tại nước này hiện nay đã không còn được coi là một "đảng cộng sản" nữa. Ngoài ra, tại Campuchia, Myanmar, Sri Lanka, Đông Timor,... có các nhóm lãnh đạo Cánh tả theo xu hướng Xã hội chủ nghĩa nhưng chỉ tạm thời lãnh đạo theo từng nhiệm kỳ.

## Theo chủ nghĩa Marx–Engels–Lenin
Ở phương Tây, những nước này được biết đến với tên gọi "các nhà nước cộng sản" vì đảng cầm quyền thường sử dụng tên là "đảng cộng sản". Tuy nhiên, những nước này tự gọi là nước xã hội chủ nghĩa trong hiến pháp, chứ chưa phải cộng sản. Đó là những quốc gia trong đó nhà nước đều vận hành dưới chế độ đơn đảng tùy theo hoàn cảnh của mỗi nước và tuyên bố kiên định theo tư tưởng của Karl Marx và Friedrich Engels, và Vladimir Ilyich Lenin (người kế thừa và bổ sung trực tiếp cho tất cả các lý luận về chủ nghĩa Marx và Engels). Để phù hợp với chủ nghĩa Marx–Engels–Lenin, hiến pháp của những nước này tuyên bố tất cả quyền lực thuộc về giai cấp công nhân, và nền chính trị chuyên chính vô sản, đấu tranh giai cấp đang được thực hiện mà không loại trừ khả năng dùng "cách mạng" bạo lực để giành lấy và giữ gìn nền chính trị đó khi những nước này đi theo ý thức hệ triết học là chủ nghĩa Marx–Engels–Lenin ở trên; họ đang xây dựng xã hội mà họ cho là tiến bộ, tốt đẹp và khả thi để đi theo chủ nghĩa xã hội này là xã hội cộng sản hay còn được gọi là Xã hội chủ nghĩa và Chủ nghĩa Cộng sản.

### Hiện tại

Bản đồ các nước hiện tại vẫn tự tuyên bố là theo chủ nghĩa Marx–Engels–Lenin, trừ Cộng hòa Dân chủ Nhân dân Triều Tiên với tình trạng không rõ ràng.

- –  Cộng hòa Cuba (República cuba) (từ 1/1/1959) ( Đảng Cộng sản Cuba lãnh đạo)
- – Cộng hòa Dân chủ Nhân dân Lào (ສາທາລະນະລັດ ປະຊາທິປະໄຕ ປະຊາຊົນລາວ) (từ 2/12/1975) ( Đảng Nhân dân Cách mạng Lào lãnh đạo)
- Cộng hòa Dân chủ Nhân dân Triều Tiên ( Đảng Lao động Triều Tiên lãnh đạo)
- – Cộng hòa Nhân dân Trung Hoa  (中华人民共和国 /中華人民共和國) (từ 1/10/1949).[3] ( Đảng Cộng sản Trung Quốc lãnh đạo)
- – Cộng hòa Xã hội chủ nghĩa Việt Nam (từ 2/9/1945) ( Đảng Cộng sản Việt Nam lãnh đạo)

### Các nước xã hội chủ nghĩa
- Cộng hòa Dân chủ Afghanistan (Dǝ Afġānistān Dimukratī Jumhūriyat) (27/4/1978 - 28/4/1992).
- Cộng hòa Nhân dân Xã hội chủ nghĩa Albania (Republika Popullore Socialiste e Shqipërisë) (1/1/1946 - 30/4/1991)
- Cộng hòa Nhân dân Angola (República Popular de Angola) (11/11/1975 - 27/8/1992).
- Cộng hòa Nhân dân Bénin (République Populaire du Bénin) (30/11/1975 - 1/3/1990).
- Cộng hòa Nhân dân Bulgaria (Narodna Republika Balgariya) (15/9/1946 - 7/12/1990).
- Cộng hòa Nhân dân Congo (République Populaire du Congo) (3/1/1970 - 15/3/1992).
- Cộng hòa xã hội chủ nghĩa Tiệp Khắc (Československá socialistická republika) (11/7/1960 - 29/3/1990).
- Cộng hòa Dân chủ Nhân dân Ethiopia (የኢትዮጵያ ሕዝባዊ ዲሞክራሲያ ዊሪፐብሊክ) (10/9/1987 - 27/5/1991).
- Cộng hòa Dân chủ Đức (Deutsche Demokratische Republik) (7/10/1949 - 3/10/1990).
- Chính phủ Cách mạng Nhân dân Grenada (People's Revolutionary Government) (13/3/1979 - 25/10/1983).
- Cộng hòa Nhân dân Hungary (Magyar Népköztársaság) (20/8/1949 - 23/10/1989).
- Cộng hòa Nhân dân Campuchia (សាធារណរដ្ឋប្រជាមានិតកម្ពុជា / រដ្ឋកម្ពុជា) (10/1/1979 - 24/9/1993).
- Cộng hòa Nhân dân Mông Cổ (Bügd Nairamdakh Mongol Ard Uls) (24/11/1924 - 12/2/1992).
- Cộng hòa Nhân dân Mozambique (República Popular de Moçambique) (25/6/1975 - 1/12/1990).
- Cộng hòa Nhân dân Ba Lan (Polska Rzeczpospolita Ludowa) (28/6/1945 - 19/7/1989).
- Cộng hòa Xã hội chủ nghĩa România (Republica Socialistă România) (21/8/1965 - 22/12/1989).
- Cộng hòa Dân chủ Somalia (Jamhuuriyadda Dimoqraadiga Soomaaliya) (20/10/1970 - 26/1/1991).
- Liên bang Cộng hòa Xã hội Chủ nghĩa Xô viết (Союз Советских Социалистических Республик, Soyuz Sovetskikh Sotsialisticheskikh Respublik) (30/12/1922 - 25/12/1991).
- Cộng hòa Dân chủ Nhân dân Yemen (Jumhūrīyah al-Yaman ad-Dīmuqrāţīyah ash-Sha'bīyah) (30/11/1967 - 22/5/1990).
- Cộng hòa Liên bang Xã hội chủ nghĩa Nam Tư (Socijalistička Federativna Republika Jugoslavija, Социјалистичка Федеративна Република Југославија,Socialistična federativna republika Jugoslavija) (29/11/1943 - 27/4/1992).

## Không theo chủ nghĩa Marx–Engels–Lenin
Đây là những quốc gia tuy tự nhận là theo xã hội chủ nghĩa, nhưng lại không công nhận chủ nghĩa Marx–Engels–Lenin là hệ tư tưởng chính. Những nước này theo Xã hội chủ nghĩa có vài khác biệt. Một số theo Tư tưởng Mao Trạch Đông, Chủ nghĩa Trotsky, chủ nghĩa xã hội dân chủ...

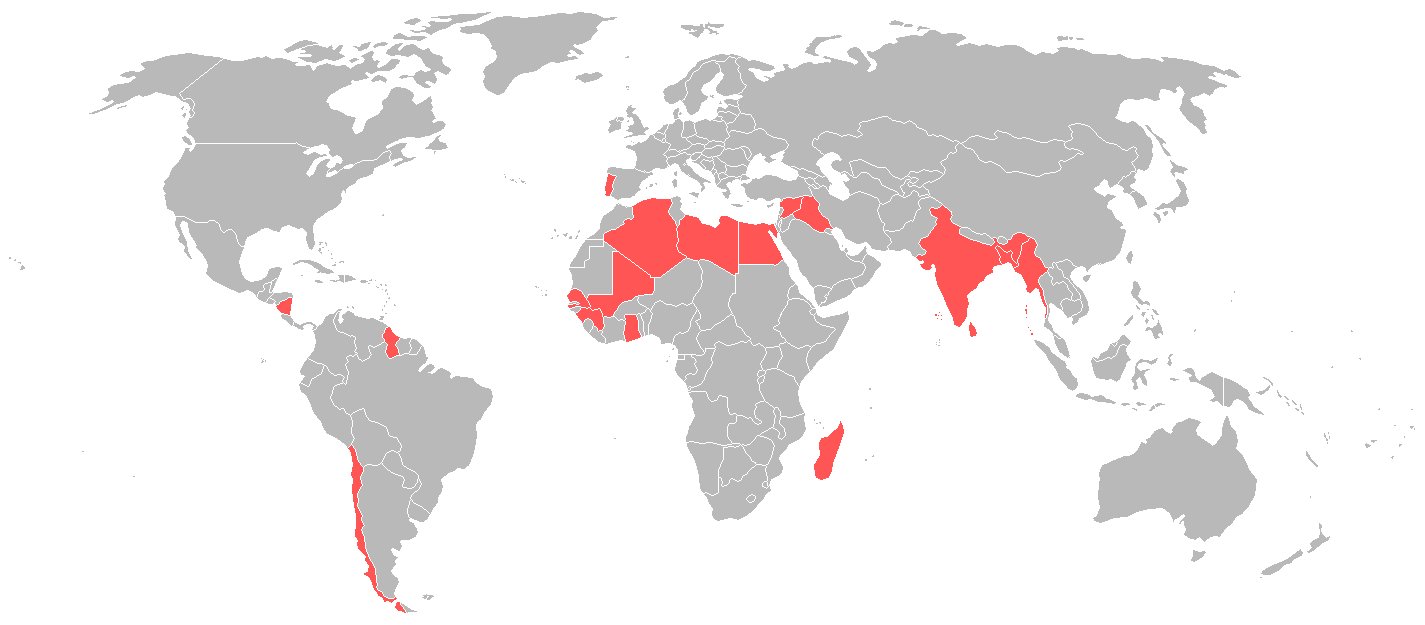
Bản đồ các quốc gia mà hiến pháp có một số tham chiếu đến chủ nghĩa xã hội (không theo chủ nghĩa Marx–Engels–Lenin) tại một số điểm trong lịch sử, trừ chính thể Cộng hòa Dân chủ Nhân dân Triều Tiên với tình trạng không rõ ràng.

### Hiện tại
- Cộng hòa Dân chủ Nhân dân Triều Tiên
- Algérie
- Cộng hòa nhân dân Bangladesh (Gônoprojatontri Bangladesh)
- Cộng hoà Hợp tác Guyana (Co-operative Republic of Guyana)
- Cộng hòa Ấn Độ (भारत गणराज्य)
- Cộng hoà Dân chủ Liên bang Nepal (सङ्घीय लोकतान्त्रिक गणतन्त्र नेपाल)
- Cộng hòa Bồ Đào Nha (República Portuguesa)
- Cộng hòa Xã hội Chủ nghĩa Dân chủ Sri Lanka (Srī Lankā Prajātāntrika Samājavādī Janarajaya)
- Cộng hoà Thống nhất Tanzania (Jamhuri ya Muungano wa Tanzania)
- Eritrea
- Nicaragua
- Cộng hòa Ả Rập Sahrawi Dân chủ

Ngoài ra còn có một số chính quyền cánh tả (chủ yếu theo chủ nghĩa xã hội dân chủ) đang cầm quyền lãnh đạo một số quốc gia theo đa nguyên và hệ thống đa đảng.

### Trước kia
- Cộng hòa Dân chủ Nhân dân Algérie (Al-Jumhūrīyah al-Jazā’irīyah ad-Dīmuqrāṭīyah ash-Sha’bīyah).
- Cộng hòa Bolivia (República de Bolivia).
- Burkina Faso (République de Burkina Faso).
- Cộng hòa Liên bang Myanmar (Pyidaunzu Thanmăda Myăma Nainngandaw).
- Cộng hòa Cape Verde (República de Cabo Verde).
- Cộng hòa Ghana (Republic of Ghana).
- Cộng hòa Guinea (République de Guinée).
- Cộng hòa Guinea-Bissau (República da Guiné-Bissau).
- Cộng hòa Indonesia (Republik Indonesia).
- Cộng hòa Iraq (Al-Jumhūrīyah al-ʿĪrāqiyah).
- Cộng hòa Dân chủ Madagascar (Repoblika Demokratika Malagasy).
- Cộng hòa Mali (République du Mali).
- Cộng hòa Dân chủ São Tomé và Príncipe (República Democrática de São Tomé e Príncipe).
- Cộng hòa Sénégal (République du Sénégal).
- Cộng hòa Seychelles (Repiblik Sesel).
- Cộng hòa Dân chủ Sudan (Jumhūriyyat as-Sūdān ad-Dīmuqrāṭīyah).
- Cộng hòa Suriname (Republiek Suriname).
- Cộng hòa Tunisia (Al-Jumhūriyyah at-Tūnisiyyah).
- Cộng hòa Thổ Nhĩ Kỳ (Türkiye Cumhuriyeti) (1923-1946).
- Cộng hòa Uganda (Jamhuri ya Uganda).
- Cộng hoà xã hội chủ nghĩa Chile (República Socialista de Chile).
- Cộng hòa Ả Rập Thống nhất (Al-Jumhūrīyah al-‘Arabīyah al-Muttaḥidah) nay là Cộng hoà Ả Rập Syria, Cộng hoà Ả Rập Ai Cập và Yemen.
- Cộng hoà nhân dân Zanzibar (Jamhuri ya Watu wa Zanzibar) nay là 1 phần của Tanzania.
- Cộng hòa Chad (République du Tchad).
- Cộng hòa Djibouti (République de Djibouti).
- Cộng hòa Zambia (Republic of Zambia).
- Cộng hòa Vanuatu (République du Vanuatu).
- Nhà nước Kuwait (Dawlat al Kuwayt).
- Cộng hoà Guinea Xích Đạo (République de Guinée équatoriale).
- Cộng hòa Cameroon (République du Cameroun).
- Vương quốc Hashemite Jordan (Al-Mamlakah Al-Urdunnīyah Al-Ḥāshimīyah).
- Cộng hòa Zimbabwe (Republic of Zimbabwe).

## Tồn tại trong một thời gian ngắn
Đây là những thực thể chính trị ngắn ngủi nổi lên trong các cuộc chiến tranh hay cách mạng (chủ yếu là do hậu quả của Chiến tranh thế giới thứ nhất) và tự nhận là Xã hội chủ nghĩa theo giải thích của một số thuật ngữ, nhưng đã không tồn tại lâu dài đủ để tạo ra chính phủ ổn định hoặc được quốc tế công nhận. sau Thế chiến II thì các nước thuộc địa ở châu Phi, châu Á, Mỹ Latinh giành độc lập. Sau khi Liên Xô đánh bại Chủ nghĩa phát xít ở Đức và giải phóng một số nước châu Âu thoát khỏi chế độ phát xít thì các nước Đông Âu, Mỹ Latinh, Châu Phi, Châu Á theo chế độ Xã hội chủ nghĩa và tồn tại đến năm 1990 thì sụp đổ. Ngày nay một số đảng cộng sản ở một số nước vẫn còn hoạt động tuy không nắm quyền nhưng vẫn hoạt động công khai hay bí mật. Thế kỷ XXI là thế kỷ được coi là hy vọng xã hội chủ nghĩa mà các nước Mỹ Latinh tiến tới, những năm gần đây các cuộc biểu tình đã diễn ra đòi quyền lợi cho những công nhân và nhân dân lao động diễn ra tại Mỹ Latinh.
- Thái Bình Thiên Quốc (1851-1864)
- Công xã Paris (La Commune de Paris) (18/3 - 28/5/1871) (Cộng hòa Xã hội Chủ nghĩa hiện đại đầu tiên trong Lịch sử trên thế giới).
- Cộng hòa Xô viết Alsace-Lorraine (Alsace-Lorraine Soviet Republic) (9/11 - 22/11/1918).
- Campuchia Dân chủ (17/4/1975 - 7/1/1979).
- Đệ Tam Cộng hòa Tiệp Khắc (Československá republika) (9/5/1948 - 11/7/1960).
- Cộng hòa Xô viết Hungary (Magyar Tanácsköztársaság) (21/3/1919 - 6/8/1919).
- Cộng hòa Nhân dân România (Republica Populară Romînă) (30/12/1947 - 21/8/1965).
- Cộng hòa Nhân dân Tuva (Tuva Arat Respublik) (14/8/1921 - 11/10/1944).
- Cộng hòa Dân chủ Azerbaijan (11/1945 - 12/1946).
- Cộng hòa Dân chủ Phần Lan (Suomen Kansanvaltainen Tasavalta) (1/12/1939 - 12/3/1940).
- Cộng hòa Xô viết Bayern (Bayerische Räterepublik) (6/4 - 3/5/1919).
- Cộng hòa xã hội chủ nghĩa Xô Viết Bessarabian (Советская Социалистическая Республика) (5 - 9/1919).
- Cộng hòa Xô viết Nhân dân Bukhara (8/10/1920 - 17/2/1925).
- Cộng hòa Xô Viết Sachsen (Sachsen Räterepublik) (1918 - 1919).
- Cộng hòa Xô Viết Donetsk-Krivoy Rog (Донецко-Криворожская Советская Республика) (12/2 - 5/1918).
- Cộng hòa Xã hội Chủ nghĩa Asturian (de facto) (5 - 18/10/1934).
- Công xã công nhân Estonia (Eesti Töörahva Kommuun) (29/11/1918 - 5/6/1919).
- Cộng hòa Viễn Đông (Dalnevostochnaya Respublika) (6/4/1920 - 15/11/1922).
- Cộng hòa Công nhân Xã hội Chủ nghĩa Phần Lan (Suomen sosialistinen työväentasavalta) (28/1 - 29/4/1918).
- Cộng hòa Xã hội Chủ nghĩa Xô viết Galicia (8/7 - 21/9/1920).
- Xô Viết Hồ Nam (1927).
- Cộng hòa Xô viết Trung Hoa (Zhōnghuá Sūwéi'āi Gònghéguó) (7/11/1931 - 10/1934).
- Cộng hòa Dân chủ Xô viết Khorazmian (26/4/1920 - 20/10/1923).
- Cộng hòa Xã hội chủ nghĩa Xô viết Litva - Belorussia (Lietuvos-Baltarusijos Tarybinė Socialistinė Respublika) (27/2 - 25/8/1919).
- Cộng hòa Mahabad (Komarî Mehabad) (22/1 - 15/12/1946).
- Cộng hòa Xô Viết Mughan (3 - 6/1919).
- Cộng hòa Xô Viết Naissaar (12/1917 - 26/2/1918).
- Cộng hòa Xô viết Xã hội chủ nghĩa Ba Tư (9/6/1920 - 9/1921).
- Cộng hòa Xô Viết Slovak (Slovenská Republika Rád) (16/6 - 7/7/1919).
- Cộng hòa liên bang xã hội chủ nghĩa Turkestan (30/4/1918 - 27/10/1924).
- Cộng hòa Dân chủ Nhân dân Yemen (21/5 - 7/7/1994).
- Xô viết Nghệ Tĩnh (1930 - 1931).
- Cộng hòa Weimar (Weimarer Republik) (1918 - 1933).
- Cộng hòa Miền Nam Việt Nam (6/6/1969 - 2/7/1976).
- Ủy ban chính trị giải phóng dân tộc Hy Lạp (24/12/1947 - 28/8/1949).
- Đảng Lao động Saint Lucia.
- Đại dân quốc Nhân dân Xã hội chủ nghĩa Ả Rập Libya (1977 - 2011)
- Hội đồng Công nhân và Binh lính Mainz
- Cộng hòa Marquetalia
- Hội đồng Phòng thủ Khu vực Aragon
- Makhnovshchyna
- Xô viết Ailen
- Dân chúng Phản đế Liên hiệp hội
  - Hội đồng Aragon theo chủ nghĩa vô chính phủ (1936–1939)
  - Hội đồng cách mạng Catalonia (1936–1939)
  - Chính phủ Cách mạng Nhân dân Trung Hoa Dân Quốc (22 tháng 11 năm 1933 - 13 tháng 1 năm 1934)